# یواس‌اس وانالوست (۱۸۶۵)
یواس‌اس وانالوست (۱۸۶۵) (به انگلیسی: USS Wanaloset (1865)) یک کشتی بود که طول آن ۲۹۰ فوت (۸۸ متر) و ارتفاع آن ۱۵ فوت ۶ اینچ (۴٫۷۲ متر) بود.